# Kawakita
Kawakita (japanska: 川北町?, Kawakita-machi) är en landskommun (köping) i Ishikawa prefektur i Japan. 